# Джамшедов, Парвонахон Джамшедович
Джамшедов Парвонахон Джамшедович (род. 20.03.1943, с. Танг Шугнанский район, ГБАО) — советский, российский и таджикский филолог, доктор филологических наук (1986), профессор (1987); академик Академии педагогических и социальных наук Российской Федерации (2000). Заслуженный работник Республики Таджикистан (2000). Отличник образования Республики Таджикистан (1999)

## Биография
- 1968 — Окончил ДГПИ им. Т. Г. Шевченко.
- 1968—1992 — преподаватель, ст. преподаватель, зам. декана, заведующий кафедрой английского языка ТГПУ им. К. Джураева;
- 1992—1995 — профессор Лондонского университета СОАС;
- 1995—1996 зам. директора Института человековедения АН РТ в Хороге, зав. каф. Хорогского государственного университета им. М. Назаршоева;
- С 1996 заведующий кафедрой английского языка и типологического языкознания, кафедры английской филологии Российско-Таджикского (славянского) университета, профессор кафедры иностранных языков НАНТ.

## Научная и творческая деятельность
Автор 45 монографий, учебников, учебных пособий и более 250 научных статей по проблемам общего и типологического языкознания, древней истории до ислама, этнолингвистики. В исследованиях Джамшедова рассматриваются темпоральность и аспектуальность в английском, русском и таджикском языках, культурные и литературные аспекты истории таджикского народа, социальный статус языка, языковые семьи в типологическом освещении. Руководитель и автор серии учебников английского языка для 3-11 классов средней школы Таджикистана. Участник Международных научных конференций Москва (1998), Брюссель (1999), Ташкент (2000), Душанбе (2001), Худжанд (2001), Хорог (2001), Гамбург (2001), Лондон (2002), Бангкок (2002), Тегеран (2003), Париж (2003), Стамбул (2004) и др.

### Основные публикации
- Иммитативы в современном английском языке. — Душанбе, 2002;
- Англо-таджикский словарь. — Душанбе, 2005;
- История английского языка — Душанбе, 2008;
- Курс страноведения. — Душанбе, 2009;
- Таджикско-английский словарь. — Душанбе,2009;
- Страноведение. — Душанбе, 2009;
- Вульгаризмы в системе лексики английского языка. — Душанбе, 2010;
- Англо-таджикский политический словарь. — Душанбе, 2011.
- Практикум по сравнительной типологии английского и русского языков. — Душанбе, 2012
- Краткий курс по введению в языкознание. — Душанбе, 2022
- Фарханги ориёии бостон аз дируз то имруз. — Душанбе, 2021

## Публикации о Джамшедове
- Энциклопедияи Советии Точик (Таджикская советская энциклопедия). — Душанбе, 1988. Т. 8 (на таджикском языке);
- The Prominent persons of Tajikistan. — Dushanbe, 2003.